# Gouvernement Danda
VIe République
VIIe République
Seyni Oumarou Brigi Rafini I
Le gouvernement de Mahamadou Danda est un gouvernement de transition du Niger en exercice du 1er mars 2010 au 12 septembre 2011.

## Composition du Gouvernement
Le gouvernement, présidé par le Premier ministre Mahamadou Danda, est composé de 20 ministres. Ceux-ci sont :
- Ministre de la défense nationale : Général de brigade Mamadou Ousseini
- Ministre de la jeunesse et des sports : Général de brigade Mai Manga Oumara
- Ministre de l’eau, de l’environnement et de la lutte contre la désertification : Général de brigade Abdou Kaza
- Ministre des transports, du tourisme et de l’artisanat : Colonel Ahmed Mohamed
- Ministre de l’équipement : Colonel Diallo Amadou
- Ministre de l’intérieur, de la sécurité, de la décentralisation et des affaires religieuses : Cissé Ousmane
- Ministre de l’économie et des finances : Badamassi Annou
- Ministre des enseignements secondaire et supérieur et de la recherche scientifique : Mamane Laouali Dan Dah
- Ministre des affaires étrangères, de l’intégration africaine et des Nigériens à l’étranger : Touré Aminatou Maiga
- Ministre de la justice et des droits de l’homme, Garde des Sceaux : Abdoulaye Djibo
- Ministre du commerce, de l’industrie et de la promotion des jeunes entrepreneurs : Hamid Hamed
- Ministre de la population, de la promotion de la femme et de la protection de l’enfant : Tchimadem Hadattan Sanady
- Ministre des mines et de l’énergie : Souleymane Mamadou Abba
- Ministre de l’agriculture et de l’élevage : Malick Sadelher
- Ministre de la santé publique : Nouhou Hassan
- Ministre de l’éducation nationale : Sidibé Maman Dioula Fadjimata
- Ministre de la fonction publique et de l’emploi : Yahaya Chaibou
- Ministre de la communication, des nouvelles technologies de l’information et de la culture : Takoubakoye Aminata Boureima
- Ministre de la formation professionnelle et de l’alphabétisation : Tidjani Harouna Dembo
- Ministre de l’urbanisme, de l’habitat et de l’aménagement du Territoire : Djibo Salamatou Gourouza Magagi

## Sources